# 1990 OV
1990 OV är en asteroid i huvudbältet som upptäcktes 19 juli 1990 av den amerikanske astronomen Eleanor F. Helin vid Palomar-observatoriet.
Asteroiden har en diameter på ungefär 3 kilometer.